# Dissé-sous-le-Lude
Dissé-sous-le-Lude is een plaats en voormalige gemeente in het Franse departement Sarthe (regio Pays de la Loire) en telt 571 inwoners (2004). De plaats maakt deel uit van het arrondissement La Flèche. Dissé-sous-le-Lude is op 1 januari 2018 gefuseerd met de toenmalige gemeente Le Lude (commune déléguée) tot de nieuwe gemeente Le Lude (commune nouvelle).

## Geografie
De oppervlakte van Dissé-sous-le-Lude bedraagt 22,0 km², de bevolkingsdichtheid is 26,0 inwoners per km².
De onderstaande kaart toont de ligging van Dissé-sous-le-Lude met de belangrijkste infrastructuur en aangrenzende gemeenten.

## Demografie
Onderstaande figuur toont het verloop van het inwonertal (bron: INSEE-tellingen).

## Foto's

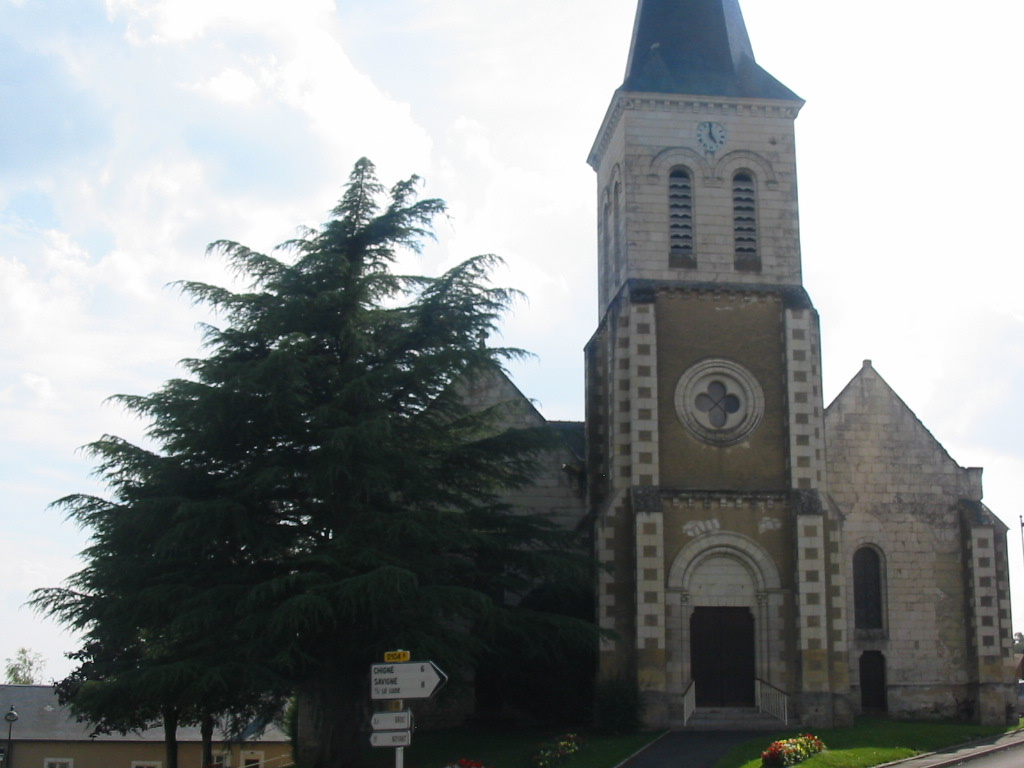
Kerk
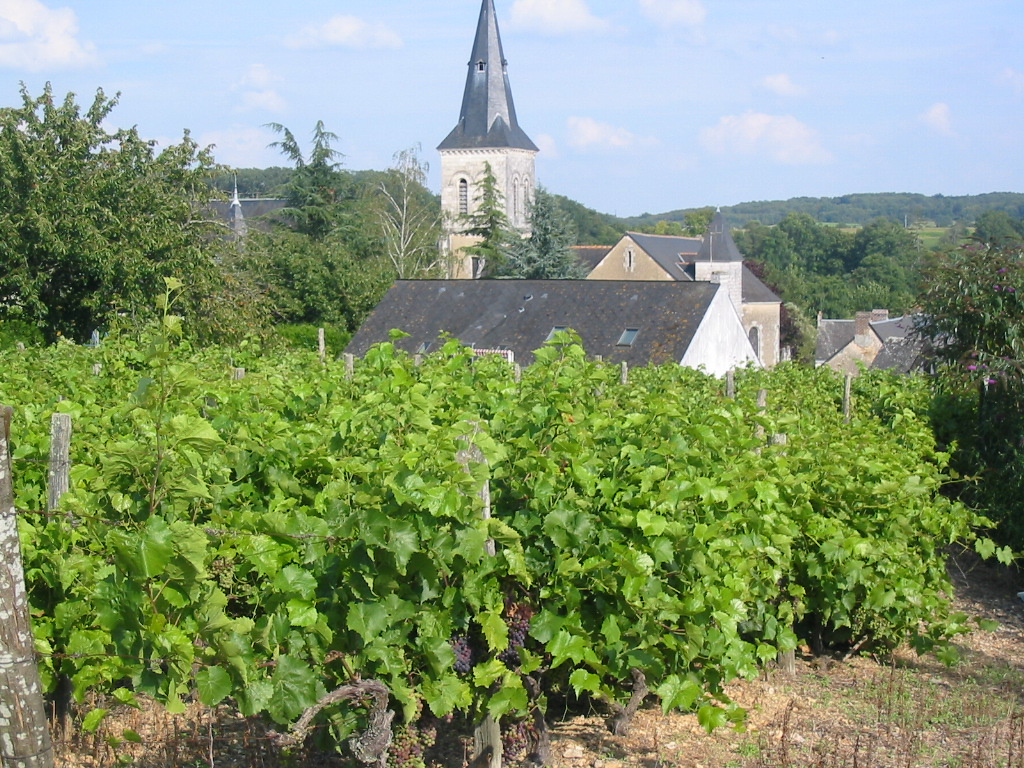
Kerk